# Łekno (województwo zachodniopomorskie)
Łekno (niem. Bast) – wieś w Polsce, w województwie zachodniopomorskim, w powiecie koszalińskim, w gminie Będzino.
W latach 1975–1998 wieś należała administracyjnie do województwa koszalińskiego.
We wsi znajduje się kościół św. Jana Chrzciciela, jak również szkoła podstawowa.
Przy północnej części Łekna płynie struga Strzeżenica.

## Nazwa
15 marca 1947 r. ustalono urzędową polską nazwę miejscowości – Łekno, określając drugi przypadek jako Łekna, a przymiotnik – łekieński.

## Integralne części wsi
| SIMC    | Nazwa              | Rodzaj |
| ------- | ------------------ | ------ |
| 0302468 | Kazimierz Pomorski | osada  |
| 0302474 | Mączno             | osada  |

## Historia
Pierwsza wzmianka pochodzi z 1288, gdy biskup kamieński Herman von Gleichen podarował wieś klasztorowi cystersek w Dargunie. Otaczające osadę od północy bagna oraz niewielkie i płytkie jezioro zostały osuszone w XVIII w. Jest to jedyny teren depresyjny we wschodniej części województwa zachodniopomorskiego. Do czasów współczesnych zachował się i funkcjonuje system kanałów i pomp odprowadzających wodę do Strzeżenicy.